# Mimectatina celebica
Mimectatina celebica là một loài bọ cánh cứng trong họ Cerambycidae.